# Treinta minutos sobre Tokio
«Treinta minutos sobre Tokio» —título original: «Thirty Minutes Over Tokyo»— es el vigésimo tercer y último episodio de la décima temporada de la serie animada Los Simpson, emitido por primera vez en Estados Unidos por FOX el 16 de mayo de 1999. En el capítulo, tras ser robados por Snake, los Simpson visitan un seminario sobre el ahorro, donde aprenden diferentes maneras de limitar sus gastos. Pronto, la familia se puede permitir comprar un vuelo de última hora a otro país, con el único inconveniente de que no saben a dónde es hasta que están a punto de embarcar en el avión. Finalmente, el destino resulta ser Japón.
Donick Cary y Dan Greaney crearon el guion del episodio, mientras que Jim Reardon se encargó de la dirección. Fue uno de los últimos en escribirse y el título es una referencia al filme Thirty Seconds Over Tokyo (1944). Varias estrellas invitadas aparecieron en este capítulo, a destacar George Takei en el papel de Wink, el presentador del The Happy Smile Super Challenge Family Wish Show. Asimismo, hay varias secuencias en las que se frivoliza con diversos aspectos de la cultura nipona, como la crueldad que se aprecia en sus concursos televisivos.
Aproximadamente ocho millones de personas visualizaron el episodio en su primera emisión. Su primer lanzamiento para formato doméstico se llevó a cabo en 2005, como parte de una colección exclusivamente sobre los viajes de la familia, mientras que en 2007 se publicó el conjunto de toda la décima temporada. Tras ello, «Treinta minutos sobre Tokio» recibió críticas mixtas e incluso fue censurado en Japón, debido a que una escena en la que se aprecia cómo Homer lanza al emperador Akihito a un cubo de ropa fue considerada irrespetuosa. 

## Sinopsis
La familia, tras la sugerencia de Lisa, acude a un cibercafé. Sin embargo, Homer sufre un hackeo por parte de Snake Jailbird y le roba todo su dinero, algo que preocupa a Marge, ya que eran los ahorros que tenían destinados para sus vacaciones. En consecuencia, Homer se compromete a buscar un segundo empleo para tratar de recuperarlos, el cual consistía en robar en casa de su vecino, Ned Flanders, hasta que es descubierto. El propio Ned le sugiere que vayan a un seminario sobre el ahorro que imparte un tal Chuck Garabedian, por lo que Homer le roba las entradas y acuden al evento. En la conferencia, Garabedian habla sobre «exprimir hasta el último centavo» como forma de ahorro. Más adelante, para procurar gastar lo mínimo, la familia decide hacer sus compras en una tienda de todo a treinta y tres centavos,  donde el padre se come una lata de plancton que había caducado hace dos años y contenía marea roja, tal y como advertía el «Consejo Mexicano de Comida». Posteriormente, en el aeropuerto arrebatan a los Flanders unos billetes a precio muy bajo para volar a Tokio.
Los Simpson aterrizan en Japón y, si bien Lisa quiere explorar la cultura del país, Homer rápidamente sugiere a la familia comer en Americatown —Americalandia en España y Gringolandia en Hispanoamérica—, un restaurante de cocina estadounidense. Tras ello, Homer y Bart van a un combate de sumo, donde el padre pregunta a un luchador si podría echarle sal a su bretzel, aunque se lo acaba robando. En consecuencia, Homer y Bart le noquean, acto que el emperador en aquel entonces, Akihito, quiere premiar. No obstante, ambos lo confunden con otro luchador y el padre lo lanza a un contenedor de ropa mawashi. Como resultado, Bart y Homer son enviados a prisión, donde aprenden japonés y profundizan en la cultura local hasta que Marge paga la fianza. Por ello, a la familia solo le queda un millón de yenes, que desaparecen cuando Homer quería sorprender a Lisa haciendo una grulla de origami con el billete —exclamando «D'oh!» en japonés—.
Ahora que tienen una carencia total de dinero, los Simpson acuden a la embajada, donde el jefe diplomático les sugiere que se pongan a trabajar. Es así que consiguen empleos en una fábrica de destripar pescados en Osaka, pero no les satisface mucho —a excepción de Bart, quien piensa que ha encontrado su propósito en la vida—. En la televisión de la industria descubren que hay un concurso llamado The Happy Smile Super Challenge Family Wish Show, a donde deciden ir y le piden al presentador —llamado Wink— que les gustaría conseguir como premio unos billetes de vuelta a Springfield, aunque tienen que superar pruebas de tortura física —especialmente Homer—. Finalmente, la familia gana los vuelos, pero estos han de ir a recogerlos a un puente raquítico que está en la cima de un volcán. Cuando Bart se hace con ellos, la estructura se rompe y la familia cae al cráter, cuya lava estaba en realidad hecha con naranja y wasabi. Homer regaña a los japoneses por su falta de escrúpulos y les dice que deberían sentirse avergonzados; no obstante, la sádica política del programa no cambia y los siguientes concursantes son unos canadienses que padecen aracnofobia, rodeados de escorpiones. Según la familia abandona el país nipón, el avión se encuentra inmerso en una pelea entre Godzilla, Mothra, Gamera y Rodan, pero tan pronto como Lisa se pone a dormir, los monstruos permiten que el aparato vaya en dirección a Springfield.

## Producción

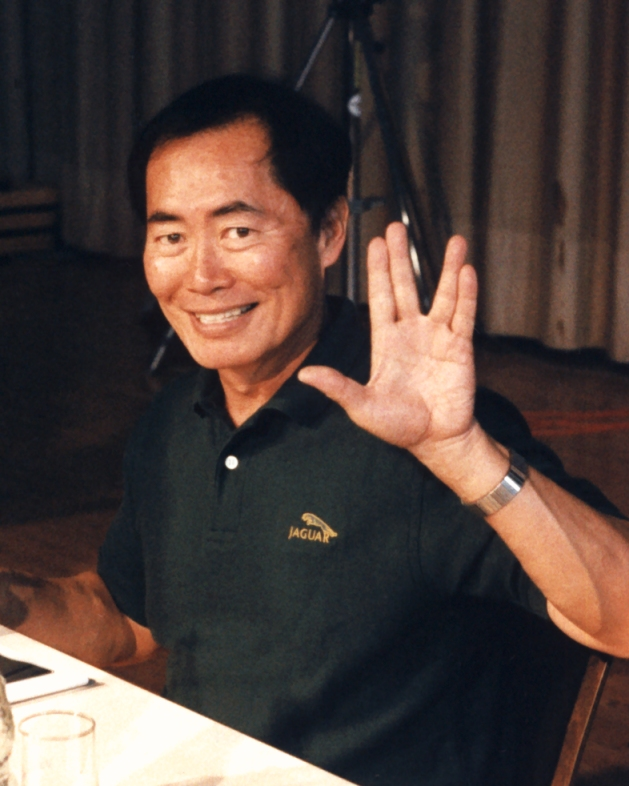
George Takei (en la imagen), quien es una de las «estrellas invitadas favoritas» de los guionistas de Los Simpson, puso la voz a Wink, el presentador del concurso en el episodio.

La dirección de «Treinta minutos sobre Tokio» corrió a cargo de Jim Reardon, mientras que el guion fue escrito por Donick Cary y Dan Greaney, y fue uno de los últimos episodios en producirse para la décima temporada. Tanto Cary como Greaney redactaron el libreto en unos pocos días, el cual fue reescrito «ampliamente» por el equipo de guionistas de Los Simpson; por ejemplo, Homer al principio compraría por internet un jarrón precolombino, aunque esa escena fue descartada. El título del capítulo es una referencia a la película bélica Thirty Seconds Over Tokyo (1944), aunque inicialmente querían que se llamase «Veintidós minutos sobre Tokio», ya que coincide con la duración aproximada de un episodio de la serie. Según Cary, el personal realizó un exhaustiva investigación para representar adecuadamente el lenguaje japonés, tal y como se puede ver, por ejemplo, en las tres categorías del concurso The Happy Smile Super Challenge Family Wish Show, que están escritas en aquel idioma.
En una escena, un personaje con cierto parecido a la mascota del Monopoly puede apreciarse junto al Sr. Burns. El diseño difiere ligeramente del original, ya que el personal de Los Simpson no quería pagar los derechos de imagen a Hasbro por utilizar la mascota en el episodio. Por su parte, el diseño de Homer con su atuendo jamaicano se hizo muy popular entre el equipo de producción; de hecho, Mike Scully, showrunner del episodio, lo catalogó como «excelente». En otro momento del cortometraje, el padre compra una sandía con forma cúbica, que luego resulta ser redondeada y al final se le escapa de sus manos. Al mismo tiempo, en un plano general se ven los coches conduciendo por el lado izquierdo de la carretera, secuencia que tuvo que ser reeditada tras una aclaración de Tomi Yamaguchi —un diseñador gráfico de Los Simpson—, ya que ellos pensaban que conducían por la derecha como en Estados Unidos. Gracias a ello, Yamaguchi recibió un crédito en el episodio como consejero técnico. Por otra parte, el discurso que Homer iba a dar en The Happy Smile Super Challenge Family Wish Show tenía que ser mucho más largo, donde mencionaba también las pequeñas cocinas fabricadas por la empresa Broyhill. Asimimo, el diseño del ciudadano canadiense que aparece en aquel concurso está basado en el director de muchos de los episodios de la serie, Neil Affleck, quien también es de aquel país.
La versión de la canción de Los Simpson que suena al final del episodio fue concebida por el compositor Alf Clausen. Por su parte, la voz de Chuck Garabedian, el orador del seminario, fue proveída por el recurrente Hank Azaria, quien también se encarga de interpretar a varios personajes de la serie, como Moe Szyslak. Asimismo, el rol del camarero japonés del restaurante Americatown fue obra del actor estadounidense Gedde Watanabe, mientras que George Takei se encargó de poner voz a Wink, el presentador del concurso The Happy Smile Super Challenge Family Wish Show. Es más, Takei ya había aparecido previamente en varios episodios de la serie y, según Scully, es una de las estrellas invitadas favoritas del equipo. Otras voces destacadas en el episodio son las de Tress MacNeille, Denice Kumagai como la madre japonesa, Karen Maruyama como la auxiliar de vuelo japonesa, Keone Young como el luchador de sumo, o Karl Wiedergott como Mr. Monopoly y Woody Allen.

## Referencias culturales

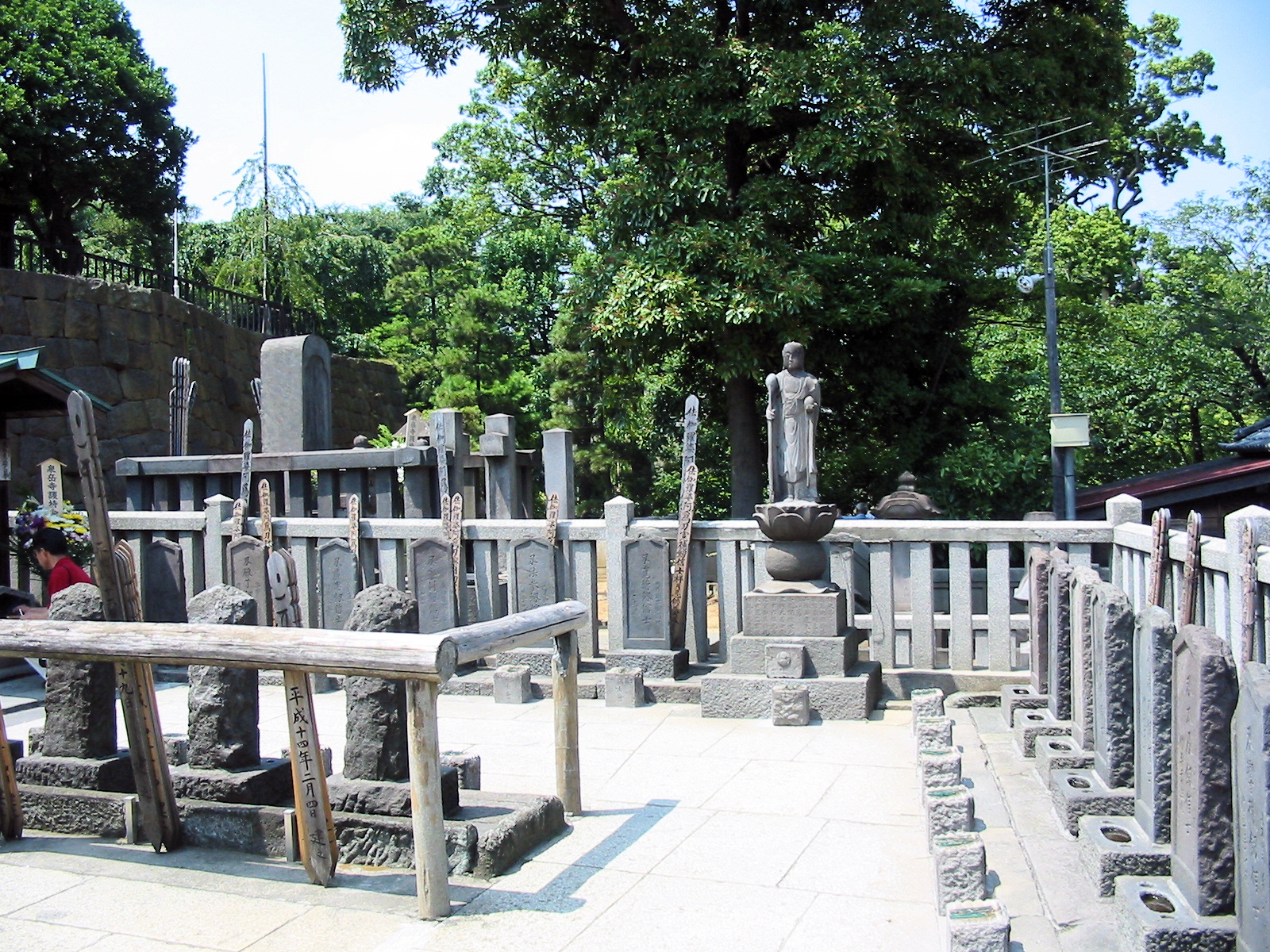
El episodio satiriza varios aspectos de la cultura japonesa. Esta imagen representa las tumbas de los 47 rōnin, que son mencionadas en la obra kabuki que representan Bart y Homer.